# 55ns Premis Tony
La 55a edició dels premis Tony es va celebrar al Radio City Music Hall el 3 de juny de 2001 i va ser emesa per la CBS. La cerimònia de premis "Els deu primers" va ser transmesa per televisió a la televisió PBS. Nathan Lane i Matthew Broderick presenter conjuntament l'esdeveniment. The Producers va assolir la xifra rècord guanyant 12 premis (tots els premis als que eren elegibles per guanyar). La victòria de Mel Brooks el va convertir en la vuitena persona en convertir-se en EGOT.

## La cerimònia
Presentadors: Joan Allen, Dick Cavett, Kristin Chenoweth, Glenn Close, Dame Edna, Edie Falco, Kathleen Freeman, Gina Gershon, Heather Headley, Cherry Jones, Jane Krakowski, Marc Kudisch, Eric McCormack, Audra McDonald, Reba McEntire, Donna McKechnie, Brian Stokes Mitchell, Gwyneth Paltrow, Sarah Jessica Parker, Bernadette Peters, Natasha Richardson, Doris Roberts, Gary Sinise, Lily Tomlin, Henry Winkler i tres "Broadway Babies" (Meredith Patterson, Bryn Bowling i Carol Bentley).
Els musicals representats van ser :
- A Class Act ("Follow Your Star"/"Better"/"Self Portrait"—Nancy Anderson, Jeff Blumenkrantz, Donna Bullock, Randy Graff, David Hibbard, Lonny Price, Patrick Quinn, Sara Ramirez);
- Bells Are Ringing ("I'm Going Back" -- Faith Prince);
- 42nd Street ("42nd Street" -- David Elder, Kate Levering i companyia);
- Follies ("I'm Still Here" -- Polly Bergen with Louis Zorich, Jessica Leigh Brown, Colleen Dunn, Amy Heggins i Wendy Waring);
- The Full Monty ("Let It Go"—John Ellison Conlee, Jason Danieley, André De Shields, Kathleen Freeman, Romain Fruge, Marcus Neville, Patrick Wilson, Thomas Fiss i companyia);
- Jane Eyre ("Sirens" -- Marla Schaffel i James Barbour);
- The Producers, the new Mel Brooks Musical ("Along Came Bialy" -- Roger Bart, Gary Beach, Matthew Broderick, Cady Huffman, Nathan Lane, Brad Oscar i companyia); and
- The Rocky Horror Show ("Time Warp" -- Dick Cavett, Lea Delaria, Jerrod Emick, Kristen Lee Kelly, Alice Ripley, Daphne Rubin-Vega, Tom Hewitt, Raul Esparza, Sebastian LaCause i companyia).

També es van presentar obres de teatre:
- The Invention of Love, presentada pel dramaturg Tom Stoppard. Muntatge amb veu en off de Richard Easton.
- King Hedley II, presentada pel dramaturg August Wilson. Fragment interpretat per Viola Davis i Brian Stokes Mitchell.
- One Flew Over the Cuckoo's Nest, presentada per Joan Allen. Fragment interpretat per Gary Sinise, Amy Morton, Tim Sampson, Bruce McCarty, Jeanine Morick i Afram Bill Williams.
- Prova, presentada pel dramaturg David Auburn. Escena amb Mary-Louise Parker i Ben Shenkman.
- The Tale of the Allergist's Wife, presentada pel dramaturg Charles Busch. Escena amb Linda Lavin, Tony Roberts i Michele Lee.

## Premis i nominacions
Els premiats apareixen en negreta
Font: BroadwayWorld
| Millor obra | Millor musical |
| --- | --- |
| - Prova – David Auburn - The Invention of Love – Tom Stoppard - King Hedley II – August Wilson - The Tale of the Allergist's Wife – Charles Busch | - The Producers - A Class Act - The Full Monty - Jane Eyre |
| Millor revival d'obra | Millor revival de musical |
| - One Flew Over the Cuckoo's Nest - Betrayal - The Best Man - The Search for Signs of Intelligent Life in the Universe | - 42nd Street - Bells Are Ringing - Follies - The Rocky Horror Show |
| Millor actor protagonista a una obra | Millor actriu protagonista a una obra |
| - Richard Easton – The Invention of Love com A. E. Housman - Seán Campion – Stones in His Pockets com Jake Quinn - Conleth Hill – Stones in His Pockets com Charlie Conlon - Brian Stokes Mitchell – King Hedley II com King - Gary Sinise – One Flew Over the Cuckoo's Nest com Randle P. McMurphy | - Mary-Louise Parker – Prova com Catherine - Juliette Binoche – Betrayal com Emma - Linda Lavin – The Tale of the Allergist's Wife com Marjorie Taub - Jean Smart – The Man Who Came to Dinner com Lorraine Sheldon - Leslie Uggams – King Hedley II com Ruby |
| Millor actor protagonista de musical | Millor actriu protagonista de musical |
| - Nathan Lane – The Producers com Max Bialystock - Matthew Broderick – The Producers com Leo Bloom - Kevin Chamberlin – Seussical com Horton the Elephant - Tom Hewitt – The Rocky Horror Show com Frank N Furter - Patrick Wilson – The Full Monty com Jerry Lukowski                              | - Christine Ebersole – 42nd Street com Dorothy Brock - Blythe Danner – Follies com Phyllis Rogers Stone - Randy Graff – A Class Act com Sophie - Faith Prince – Bells Are Ringing com Ella Peterson - Marla Schaffel – Jane Eyre com Jane Eyre                |
| Millor actor de repartiment a una obra | Millor actriu de repartiment a una obra |
| - Robert Sean Leonard – The Invention of Love com A. E. Housman - Charles Brown – King Hedley II com Elmore - Larry Bryggman – Prova com Robert - Michael Hayden – Judgment at Nuremberg com Oscar Rolfe - Ben Shenkman – Prova com Hal                                                             | - Viola Davis – King Hedley II com Tonya - Johanna Day – Prova com Claire - Penny Fuller – The Dinner Party com Gabrielle Buonocelli - Marthe Keller – Judgment at Nuremberg com Mme. Bertholt - Michele Lee – The Tale of the Allergist's Wife com Lee       |
| Millor actor de repartiment de musical | Millor actriu de repartiment de musical |
| - Gary Beach – The Producers com Roger DeBris - Roger Bart – The Producers com Carmen Ghia - John Ellison Conlee – The Full Monty com Dave Bukatinsky - André DeShields – The Full Monty com Noah "Horse" T. Simmons - Brad Oscar – The Producers com Franz Liebkind                                | - Cady Huffman – The Producers com Ulla - Polly Bergen – Follies com Carlotta Campion - Kathleen Freeman – The Full Monty com Jeanette Burmeister - Kate Levering – 42nd Street com Peggy Sawyer - Mary Testa – 42nd Street com Maggie Jones                  |
| Millor llibret de musical | Millor banda sonora (música i/o lletres) escrita per a teatre |
| - Mel Brooks i Thomas Meehan – The Producers - Linda Kline i Lonny Price – A Class Act - Terrence McNally – The Full Monty - John Caird – Jane Eyre | - The Producers – Mel Brooks (música i lletres) - A Class Act – Edward Kleban (música i lletres) - The Full Monty – David Yazbek (música i lletres) - Jane Eyre – Paul Gordon (música i lletres)                                                              |
| Millor disseny d'escenografia | Millor disseny de vestuari |
| - Robin Wagner – The Producers - Bob Crowley – The Invention of Love - Heidi Ettinger – The Adventures of Tom Sawyer - Douglas W. Schmidt – 42nd Street | - William Ivey Long – The Producers - Theoni V. Aldredge – Follies - Roger Kirk – 42nd Street - David C. Woolard – The Rocky Horror Show |
| Millor disseny d'il·luminació | Millors orquestracions |
| - Peter Kaczorowski – The Producers - Jules Fisher i Peggy Eisenhauer – Jane Eyre - Paul Gallo – 42nd Street - Kenneth Posner – The Adventures of Tom Sawyer | - Doug Besterman – The Producers - Larry Hochman – A Class Act - Jonathan Tunick – Follies - Harold Wheeler – The Full Monty |
| Millor direcció d'obra | Millor direcció de musical |
| - Daniel Sullivan – Prova - Marion McClinton – King Hedley II - Ian McElhinney – Stones in His Pockets - Jack O'Brien – The Invention of Love | - Susan Stroman – The Producers - Christopher Ashley – The Rocky Horror Show - Mark Bramble – 42nd Street - Jack O'Brien – The Full Monty |
| Millor coreografia | |
| - Susan Stroman – The Producers - Jerry Mitchell – The Full Monty - Jim Moore, George Pinney i Jonathan Vanderkolff – Blast! - Randy Skinner – 42nd Street | |

## Premis Especials
Al teatre regional
- Victory Gardens Theater, Chicago, Illinois

Premi Especial
- Blast!

Una vida dedicada al teatre 
- Paul Gemignani

Honorífic per l'excel·lència al teatre
- Betty Corwin i the Theatre on Film i Tape Archive of the New York Public Library for the Performing Arts
- New Dramatists
- Theatre World

### Multiples premis i nominacions
Aquestes produccions tenien multiples nominacions:
- 15 nominacions: The Producers
- 10 nominacions: The Full Monty
- 9 nominacions: 42nd Street
- 6 nominacions: King Hedley II i Prova
- 5 nominacions: A Class Act, Follies, The Invention of Love i Jane Eyre
- 4 nominacions: The Rocky Horror Show
- 3 nominacions: Stones in His Pockets i The Tale of the Allergist's Wife
- 2 nominacions: The Adventures of Tom Sawyer, Bells Are Ringing, Betrayal, Blast!, Judgment at Nuremberg i One Flew Over the Cuckoo's Nest

Les següents produccions reberen diversos guardons.
- 12 premis: The Producers
- 3 premis: Prova
- 2 premis: 42nd Street i The Invention of Love

## Enllaços externas
- Official Site Tony Awards Arxivat 2009-01-05 a Wayback Machine.
- 55ns Premis Tony a YouTube